# Trichoniscus inferus
Trichoniscus inferus är en kräftdjursart som beskrevs av Karl Wilhelm Verhoeff 1909. Trichoniscus inferus ingår i släktet Trichoniscus och familjen Trichoniscidae. Inga underarter finns listade i Catalogue of Life.